# 菅原かずや
菅原 かずや（すがわら かずや ）は、KCB（KICK CHOP BUSTERS）のメインボーカル。
2010年10月より、元 ORANGE RANGEの「KATCHAN」率いるグループ、KCB（KICK CHOP BUSTERS）に「KAZUYA」のステージネームで加入。その後、ソロ活動も行いながら勢力的にライブ活動を行っていたが2013年12月6日のライブをもってバンドを脱退。ソロ活動に専念することとなる。

## 略歴
2010年10月、元 ORANGE RANGEのKATCHAN率いるグループ「KCB」にメインボーカルとして参加（KAZUYA名義）。
2012年5月、KCBでの活動の傍ら、「菅原かずや」としてソロ活動を開始。10月、ソロとして初のツアーを行う。
2013年12月6日、吉祥寺SHUFFLEでのKCBワンマンライブを以てKCBを脱退する。

## 人物・エピソード
- KCBでは作詞・作曲を行っていないが、ソロでは自身が全ての楽曲の作詞を行い、曲によっては作曲も行っている
- 一番好きな酒はアブサン。
- 自転車に乗ったまま居眠りをし、ぶつかったことがある。

## ディスコグラフィー
- ミニアルバム

1. 『SEPARATE』（2012年8月25日発売）